# Пік Карла Маркса
Пік Карла Маркса (тадж. Қуллаї Карл Маркс) — вища точка  Шахдаринського хребта, розташованого на південному заході Паміру в Таджикистані (6726 м). Загальна площа льодовиків, розташованих на вершині, становить 120 км². Перше сходження на вершину піку було здійснено  радянськими альпіністами в 1946 р.
Першу назву піку — пік Царя Миротворця — було дано в кінці XIX ст. кимось із перших  російських дослідників південній частині Паміру на честь  імператора  Олександра III. У радянський час пік перейменований на честь теоретика комунізму  Карла Маркса.

## Ресурси Інтернету
- Карла Маркса пик [Архівовано 10 червня 2015 у Wayback Machine.].
- Пик Маркса [Архівовано 10 червня 2015 у Wayback Machine.].
- Peakware.com [Архівовано 5 березня 2016 у Wayback Machine.]